# Gillian Brett
 (juillet 2024).
Gillian Brett, née en novembre 1990 à Paris, est une artiste plasticienne française. Elle vit et travaille à Marseille.

## Biographie
Gillian Brett obtient son diplôme national supérieur d'expression plastique à l'École nationale supérieure d'art de Nice en 2015 puis un diplôme de Deuxième cycle universitaire au Goldsmiths College à Londres.
Ses œuvres sont exposées au musée Munch (Oslo) lors de la MUNCH Triennale, à la Friche Belle de Mai (Marseille), et seront visibles en 2024 au KW Institute for Contemporary Art(Berlin), à la Fondation Vincent van Gogh Arles et au musée Groeninge dans le cadre de la Triennale de Bruges.

## Expositions personnelles (sélection)
- 2023 : Au fond de la couche gazeuse, Villa Noailles - Ancien Evêché, Toulon[7]
- 2022 : Umarell, galerie C+N Canepaneri, Milan[8]
- 2020 :  
  - Die Antiquiertheit des Menschen, cur. Katharina Ritter, Stadtgalerie Saarbrucken, Sarrebruck[9]
  - J'ai tout mangé, metaxu, Toulon[10]
- 2019 : In silico, Bungalow - ChertLüdde, Berlin[11]

## Expositions collectives
Gillian Brett a participé à de nombreuses expositions collectives, parmi lesquelles : 
- Van Gogh et les Étoiles, cur. Jean de Loisy & Bice Curiger, Fondation Vincent van Gogh, Arles. (2024)[5]
- Rebel Garden, cur. Michel Dewilde, Triennale Bruges 2024, Musée Groeninge, Bruges (2024)[6]
- Poetics of Encryption, cur. Nadim Samman, KW Institute for Contemporary Art, Berlin (2024)[4]
- Douze preuves d'amour - Révélations Emerige, cur. Gaël Charbau, Paris & Toulon (2022)[12]
- MUNCH Triennale - The Machine is us, cur. Tominga Hope O'Donnell & Stephano Collicelli Cagol, Munch Museum, Oslo (2022)[2]
- High-cycle Fatigue, cur. Nadja Quante, Künstlerhaus Bremen, Brême (2020)[13]
- Par Hasard, cur. Xavier Rey & Guillaume Theulière, Friche de la Belle de Mai, Marseille (2019)[3]
- Have You Ever Mesured Reality? (In Between #2), das weisse haus, Vienne (2017)[14]

## Prix et distinctions
- 2022 : Prix Révélations Emerige - Villa Noailles[15]
- 2021 : Prix Artissima - Xiaomi HyperCharge[16]
- 2016 : Prix Dauphine pour l'art contemporain (en binôme avec la curatrice Hélène Soumaré)[17],[18]
- 2015 : Bourse de la Fondation Kenza - Institut de France